# 一生忘れない物語
一生忘れない物語（いっしょうわすれないものがたり）はテレビ朝日系で、2006年9月30日深夜24時30分（関東圏のみ・ドスペ2枠）に放送されたテレビドラマ（スペシャルドラマ）。

## 概要
コブクロの楽曲である、「風」「Million Films」「永遠にともに」の3曲の歌詞、世界観を原作に新進気鋭のシナリオライターがオリジナルストーリーを書き下ろしたドラマで、日本初の同一アーティストによる複数楽曲を原作としたオムニバス形式のドラマであると思われがちだが、過去1991年にルージュの伝言というドラマでもユーミンの楽曲を複数原作としたほぼ同一コンセプトのドラマが制作されており、正確にはこれが初ではない。さらに言えば、これよりも少し前にスピッツのシングルコレクション発売に伴って「海でのはなし。」という完全に同一コンセプトの映画も製作されている。
プロデューサーである、小椋氏がコブクロの5月の日本武道館のライブに訪れたとき、演奏された過去の楽曲群を聞くうちに、それぞれの曲から次々とドラマのストーリーの着想を得て、共同テレビの若手クリエーターたちにこのドラマ企画の原型を話したところ、次々と作品のプロットが生まれ企画の実現に至った。
主演者の所属事務所は全て、コブクロが業務提携をしている研音である。

## 作品

### 「そこにいた風」
「風」を原作に制作。今は亡き彼氏が風になって現れる幻想的な物語。
- 出演：菅野美穂、小出恵介、前川泰之
- 脚本：吉田智子
- 監督：城宝秀則

### 「Million Films」
「Million Films」を原作に片想いの気持ちを甘酢っぱく綴ったドラマで、コブクロブレイクのきっかけとなったドラマ『瑠璃の島』の主演女優・成海璃子がせつない気持ちを描いたストーリー。
- 出演：成海璃子、栩原楽人、小松彩夏、大政絢
- 脚本：佐藤久美子
- 監督：高丸雅隆

### 「永遠にともに」
結婚をテーマにした「永遠にともに」を原作に制作されたドラマで、原沙知絵がバツイチになった女性を演じ、喪失感の中、本当に大切なものに気付くというストーリー。
- 出演：原沙知絵、金子貴俊、兎本有紀
- 脚本：小川みづき
- 監督：都築淳一

## プロデュース
- 小椋久雄

## シナリオ原作曲
全てコブクロの楽曲。9月27日発売のコブクロ初のベストアルバム「ALL SINGLES BEST」に収録。
- 『風』
  - シングル「風」・アルバム「grapefruits」より
- 『Million Films』
  - シングル「永遠にともに/Million Films」・アルバム「MUSIC MAN SHIP」より
- 『永遠とともに』
  - シングル「永遠にともに/Million Films」・アルバム「MUSIC MAN SHIP」より

## ネット局
| 放送対象地域 | 放送局                     | 放送日及び放送時間 | 放送日の遅れ |
| ------------ | -------------------------- | ------------------ | ------------ |
| 関東広域圏   | テレビ朝日（EX）【製作局】 | 9月30日 24時30分   | -            |
| 宮城県       | 東日本放送 (KHB)           | 10月13日 24時15分  | 13日遅れ     |
| 福岡県       | 九州朝日放送 (KBC)         | 10月13日 26時15分  | 13日遅れ     |
| 静岡県       | 静岡朝日テレビ (SATV)      | 10月21日 12時00分  | 21日遅れ     |
| 中京広域圏   | 名古屋テレビ（NBN）        | 10月21日 15時55分  | 21日遅れ     |
| 北海道       | 北海道テレビ放送（HTB）    | 10月21日 16時00分  | 21日遅れ     |
| 近畿広域圏   | 朝日放送（ABC）            | 10月21日 24時30分  | 21日遅れ     |
| 広島県       | 広島ホームテレビ（HOME）   | 10月27日 25時10分  | 27日遅れ     |
| 長崎県       | 長崎文化放送（NCC）        | 10月28日 26時10分  | 28日遅れ     |
| 石川県       | 北陸朝日放送（HAB）        | 11月5日 15時30分   | 36日遅れ     |